# ふるっぺ
ふるっぺ（本名：古河 弘基（ふるかわ ひろき）、1986年10月7日-）は、日本の作詞家、作曲家、編曲家。ケラケラ、HUNGRY DAYSのベーシスト。株式会社ホバーボード所属。

## 略歴
2003年、4人組青春パンクバンド HUNGRY DAYSとしてTEENS'MUSIC FESTIVALに出場、ティーンズ大賞を受賞しVirgin Musicよりメジャーデビュー。2006年にバンド解散。
2011年、スリーピース・ユニット ケラケラを結成。2013年、ユニバーサルシグマからメジャーデビュー。 
作詞作曲を担当した2nd single「スターラブレイション」（フジテレビ系ドラマ「ラスト♡シンデレラ」主題歌）がヒットし、YouTubeでの再生回数が2000万回を突破。
現在はKing & Prince、Hey!Say!JUMP、欅坂46、日向坂46、=LOVE、Jams Collection、遊助などへの楽曲提供や編曲を中心に活動中。

## 提供作品
Little Glee Monster
- 「LIFE」作曲・編曲 / 浦島健太と共作（Album『Ambitious』2025年3月19日）

King & Prince
- 「愛を伝えましょう」作詞・作曲（Single「Life goes on / We are young」Dear Tiara盤 2023年2月22日）

Hey!Say!JUMP
- 「また、あした」作曲・編曲 / 浦島健太、遠藤ナオキと共作（Album『H⁺』2024年11月27日）

欅坂46
- 「バスルームトラベル」作曲・編曲（Single「ガラスを割れ!」2018年3月7日）

けやき坂46（現・日向坂46)
- 「ひらがなで恋したい」作曲・編曲
- 「割れないシャボン玉」作曲 / 渡辺翔、sasakure.UK と共作、ギター演奏（Album『走り出す瞬間』2018年6月20日）

日向坂46
- 「まさか 偶然…」作曲・編曲（Single「こんなに好きになっちゃっていいの?」2019年10月2日）

=LOVE
- 「仲直りシュークリーム」作曲 / 吉村隆行と共作（EP『絶対アイドル辞めないで』2024年7月31日）

Jams Collection
- 「Loveです。」作詞・作曲・編曲（Single「Loveです。」2024年6月15日）

LINKL PLANET
- 「胸にいつもガンプラを」作曲（Single「胸にいつもガンプラを」2025年3月19日）

遊助
- 「冬の向日葵」作曲・編曲 / 浦島健太と共作（Single「千羽鶴」2019年7月3日）
- 「桜 遊turing MaRuRi」作曲・編曲 / 浦島健太と共作（Album『遊言実行』2020年3月11日）
- 「クローバー」作曲・編曲 / 浦島健太と共作（Single「クローバー」2021年1月27日）
- 「何やってんだか分かんない人へ」作曲・編曲 / 浦島健太と共作（Album『For 遊』2021年3月24日）
- 「叶わないとしてもただ会いたくて」作曲・編曲 / 浦島健太と共作（Album『Are 遊 Ready?』2022年3月30日）
- 「トコナツ 遊turing 大黒摩季」作曲・編曲 / 浦島健太と共作（Album『遊 are the one』2023年3月22日）
- 「洗濯者」作曲・編曲 / 浦島健太と共作（Album『Thank 遊』2024年3月6日）
- 「ROOKIE」作曲・編曲 / 浦島健太と共作（Album『郵便です。』2025年3月12日）

ラブライブ!
- 「Bring the LOVE！」作曲 / Quemika、Carlos K.と共作（テーマソングCD「LoveLive! Series Asia Tour 2024 ～みんなで叶える物語～」2024年9月20日）

有華
- 「Bestie」作曲 / 有華と共作（Single「Bestie」2022年9月21日）
- 「ずるいね。」作詞・作曲 / 有華と共作、ベース演奏（Single「ずるいね。」2022年11月30日）
- 「告うた」作曲 / 有華と共作（Abema TV 恋する週末ホームステイ2024年主題歌 Single「告うた」2024年2月28日）

Fischer's
- 「ガンバレ Warriors」作曲・編曲 / 浦島健太と共作（Album『Last Restart』2023年8月16日）

ラフ×ラフ
- 「ワタシイロ光る」作曲・編曲（Single「ワタシイロ光る」2023年3月29日）
- 「laughing!」作曲・編曲（Single「laughing!」2023年4月14日）

ももくろちゃんZ
- 「HERO」作詞・作曲・編曲 / 森さんと共作（映画『しまじろうとうるるのヒーローランド』主題歌 2019年3月13日）

岸洋佑
- 「むげんるーぷ」編曲 / 遠藤ナオキと共作
- 「僕のとなり」編曲（Album『POP YOU』2023年6月27日）

KENN
- 「Laughter」作曲 / 浦島健太と共作（Single「Love Story」2021年12月1日）

春茶
- 「ベテルギウス -arrange ver. 優里 x 春茶」編曲
- 「別の人の彼女になったよ / wacci full covered by 春茶」編曲
- 「Subtitle / Official髭男dism full covered by 春茶」編曲

∴ヒロイン転生
- 「117」作詞・作曲・編曲（Single「117」2024年12月6日）

PING
- 「絆」作詞・作曲・編曲（Single「絆」2024年11月28日）

♡'s (kyuuuns)
- 「かわいい待ち」作曲 / 吉村隆行と共作（Single「かわいい待ち」2024年5月24日）

Lan
- 「ゼロイチ」作詞・作曲・編曲（Single「ゼロイチ」2023年9月4日）
- 「遊星ロマン」作曲・編曲 / 齋藤奏太と共作（Single「遊星ロマン」2024年1月12日）
- 「ミュステリオン」作曲・編曲 / 加藤優希と共作（Single「ミュステリオン」2024年3月20日）

ANFiNY
- 「Dear my friend」作詞・作曲・編曲 / 浦島健太、山口裕也と共作
- 「LOVE GAME」作曲・編曲 / のぞまぬと共作（Album『僕らの夢』2020年11月25日）
- 「粉雪が舞うたびに」作曲・編曲 / Akira Sunsetと共作（Single「粉雪が舞うたびに」2021年12月22日）

acco
- 「Family」作詞・作曲・編曲（Single「Family」2021年4月28日）

KiLLERKiNG (B-PROJECT)
- 「Happiness」作曲・編曲 / 浦島健太と共作（Single「Happiness」2022年8月17日）

葛籠貫理紗
- 「Happiness」作詞・作曲・編曲（Single「Happiness」2022年5月25日）

MY♡MILKY♡WAY
- 「最愛公約」作曲・編曲 / 中村歩と共作（Single「最愛公約」2020年8月21日）